# Цзу Дін
Цзу Дін (кит. трад.: 祖丁; піньїнь: Zu Ding) — правитель Китаю з династії Шан, племінник Во Цзя.
Правив бизько 32 років. По його смерті трон успадкував його двоюрідний брат Нань Ґен.